# Andrew Bryniarski
Andrew Bryniarski (Filadélfia, Pensilvânia, 13 de fevereiro de 1969) é um actor e ex-fisiculturista norte-americano.

## Carreira
Nascido na Filadélfia, Andrew Bryniarski era um fisiculturista e começou a carreira de ator por acaso, quando visitou Hollywood para umas férias de verão para ver um amigo, depois de ter sido descoberto por um caçador de talentos e ter feito testes de cena para um filme produzido pelo famoso produtor de cinema Joel Silver.
Esse ator corpulento, cujas primeiras performances como ator foram logo actuando ao lado de Bruce Willis no famoso filme Hudson Hawk - O Falcão Está à Solta (1991), e também com papéis em Batman - O Retorno (1992) e como o personagem Zangief em Street Fighter - A Última Batalha (1994)
, mostraram que Andrew tinha talento para o Cinema. Desde então, Andrew trabalhou ao lado de Al Pacino, James Woods, Michelle Pfeiffer, Halle Berry e Cuba Gooding Jr., para mencionar apenas alguns dos grandes atores.
Utilizou seu físico avantajado para um efeito máximo nos filmes, sendo assim era claro que ele era perfeito para os filmes de esportes, destacou-se em notáveis filmes desse gênero como Necessary Roughness (1991), The Program (1993) e Um Domingo Qualquer (1999).
Depois de Pearl Harbor (2001) e Rolerball - Os gladiadores do futuro (2002), Andrew uniu-se ao lendário Diretor de Cinema de Hong Kong, Tsui Hark para o papel de um vilão em Máscara Negra 2 (2002).
Depois de entrar no lugar do formidável Gunnar Hansen para o papel do lendário vilão do Cinema Leatherface no remake de terror O Massacre da Serra Elétrica (2003), da produtora de Michael Bay ele estava de volta aos campos de futebol no mesmo ano em Playmakers de Nova Orleans.
Em 2003, ele apareceu em um filme produzido para a TV no canal FX intitulado "44 Minutos - O Tiroteio de North Hollywood" (2003), que recebeu enormes elogios e grandes avaliações da critica especializada e quebrou vários recordes.

## Filmografia parcial
- O Massacre da Serra Elétrica 3D - A Lenda Continua (Texas Chainsaw 3D) (2013)
- Dominados Pelo Ódio (Mother's Day) (2010)
- Chasing 3000 (Chasing 3000) (2010)
- A Hóspede de Drácula de Bram Stocker (Bram Stoker Dracula's Guest) (2008)
- Stiletto (2008)
- Despedida de Solteiro em Las Vegas (Bachelor Party Vegas) (2006)
- O Massacre da Serra Elétrica - O Início (The Texas Chainsaw Massacre: The Beginning) (2006)
- 7 Múmias (Seven Mummies) (2006)
- A Maldição de El Charro (The Curse of El Charro) (2005)
- O Massacre da Serra Elétrica (The Texas Chainsaw Massacre) (2003)
- 44 Minutos - O Tiroteio de North Hollywood (44 Minutes: The North Hollywood Shoot-Out) (2003)
- Scooby-Doo (Scooby-Doo) (2002)
- Máscara Negra 2 (Black Mask 2: City of Masks) (2002)
- Rolerball - Os gladiadores do futuro (Rollerball) (2002)
- Pearl Harbor (2001)
- Um Domingo Qualquer (Any Given Sunday)(1999)
- Cyborg 3 - A Criação (Cyborg 3: The Recycler) (1995)
- Duro Aprendizado (Higher Learning) (1995)
- Street Fighter - A Última Batalha (Street Fighter) (1994)
- The Program  (1993)
- Batman - O Retorno (Batman Returns) (1992)
- Hudson Hawk - O Falcão Está à Solta (Hudson Hawk) (1991)
- Tirando O Time De Campo (Necessary Roughness) (1991)
- Guerreiros Mortais (Dragonfight) (1990)